# Biankouma (département)
Pour les articles homonymes, voir Biankouma.
Le département de Biankouma est un département de Côte d'Ivoire.